# Strada statale 563 di Salesei
La ex strada statale 563 di Salesei (SS 563), ora strada provinciale 563 di Salesei (SP 563), è una strada provinciale italiana che si sviluppa in Veneto.

## Percorso
La strada ha inizio nella frazione di Caprile all'interno del comune di Alleghe, distaccandosi dalla ex strada statale 203 Agordina. Varcando il torrente Cordevole, entra nel territorio di Laste, frazione di Rocca Pietore. Qui attraversa il centro abitato di Saviner di Laste prima di incrociare la ex strada statale 641 del Passo Fedaia.
La strada piega quindi verso nord, toccando gli abitati di Sopracordevole e di Digonera. Il percorso si fa quindi ancora più tipicamente montuoso, alternando una serie di tornanti prima di toccare la vicinia di Salesei nel comune di Livinallongo del Col di Lana. Dopo pochi km la strada si innesta nella ex strada statale 48 delle Dolomiti.
In seguito al decreto legislativo n. 112 del 1998, dal 1º ottobre 2001, la gestione è passata dall'ANAS alla Regione Veneto che ha provveduto al trasferimento al demanio della Provincia di Belluno; dal 20 dicembre 2002 la gestione della tratta è passata alla società Veneto Strade.